# گنوم وب
گنوم وب (به انگلیسی: GNOME Web) (که تا ۲۰۱۲ اپیفانی خوانده می‌شد) یک مرورگر وب آزاد و سبک‌وزن برای میزکار گنوم است.
گنوم وب از مرورگر گالئون انشعاب گرفته شده و توسط مارکو پسنتی گریتی ساخته شد. این نرم‌افزار از موتور چیدمان وب‌کیت‌جی‌تی‌کی برای بارگذاری صفحات وب استفاده می‌کند. گنوم وب درحال حاضر توسط پروژه گنوم توسعه داده می‌شود.

## گسترش

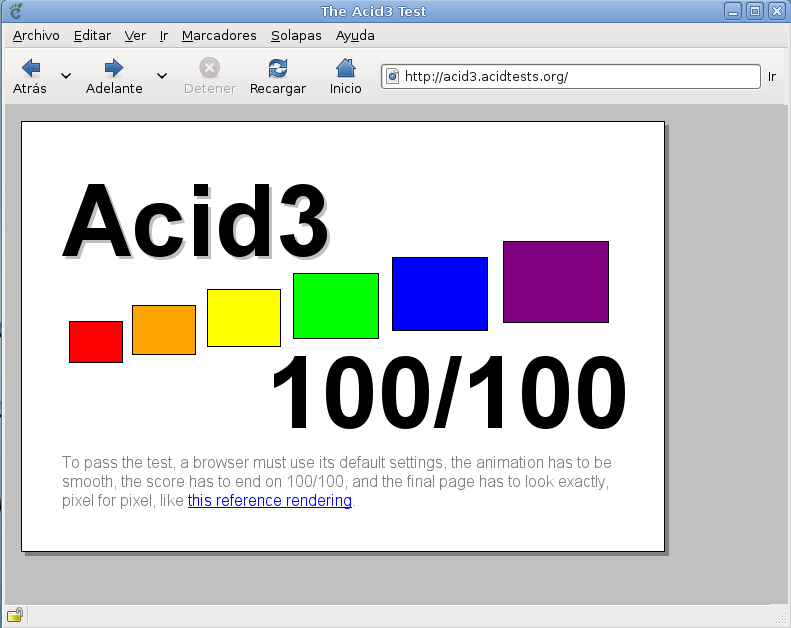
مرورگر گنوم وب

مارکو پسنتی گریتی، خالق گالئون، در سال ۲۰۰۲ میلادی توسعه اپیفانی را به‌عنوان یک انشعاب از گالئون شروع کرد. دلیل این کار مغایر بودن اهداف گریتی با سایر تیم گالئون بود:
درحالی که موتور مفسر موزیلا بسیار عالی عمل می‌کند، رابط کاربری که بر پایه XUL_base بنا نهاده شده بسیار پر ازدحام است. به غیر از این، در پردازشگرهای کند برای اتفاق‌های معمولی مانند باز شدن یک منوی کشویی با پاسخگویی کم مواجه می‌شویم. اپیفانی سعی دارد از ساده‌ترین رابط کاربری برای مرورگر استفاده کند. به یاد داشته باشید سادگی به معنای کارایی کمتر نیست. ما بر این عقیده هستیم که مرورگرهایی که امروزه در حال استفاده از آن‌ها هستیم بسیار پرحجم، پر ایراد و عذاب‌آور هستند. اپیفانی یک مرورگر وب با طراحی ساده است. فلسفه یونیکس این است که یک ابزار با طراحی ساده باشد که یک کار را انجام دهد، ولی آن را به خوبی انجام دهد.— مارکو پسنتی گریتی
گسترش گالئون سرانجام متوقف شد و توسعه دهندگان سعی کردند با ساخت و توسعۀ افزونه‌ها ویژگی‌های پیشرفته به اپیفانی اضافه کنند.